# Slavičí údolí
Slavičí údolí je přírodní rezervace, která byla vyhlášena v roce 1988. Lokalita se nachází na jihozápadním okraji Prahy a celá spadá pod městskou část Praha-Lochkov, ale v blízkosti je také zastavěné území s domky náležícími již Radotínu. Nad rezervací pak najdeme silniční obchvat Prahy, jež je zakončen Lochkovským tunelem, i přesto je zde ticho a liduprázdno, protože se do rezervace nedá dostat po žádné turistické značce, ale jen několika úzkými cestičkami. Do rezervace náleží dolina s loukami a boční svahy Skalního potoka s dubohabrovými lesy.  Předmětem ochrany je bohatá diverzita rostlin a živočichů, která je tu vázána na stepní prostředí, pro které je na lokalitě zaveden management pastvy ovcí a koz. Přesto území nejvíce hrozí zarůstání a nedostatečné odstraňování náletových či invazních dřevin a tím ztráta původního biotopu mozaikovitého typu, díky němuž je na lokalitě tak velká biodiverzita.

## Lokalita

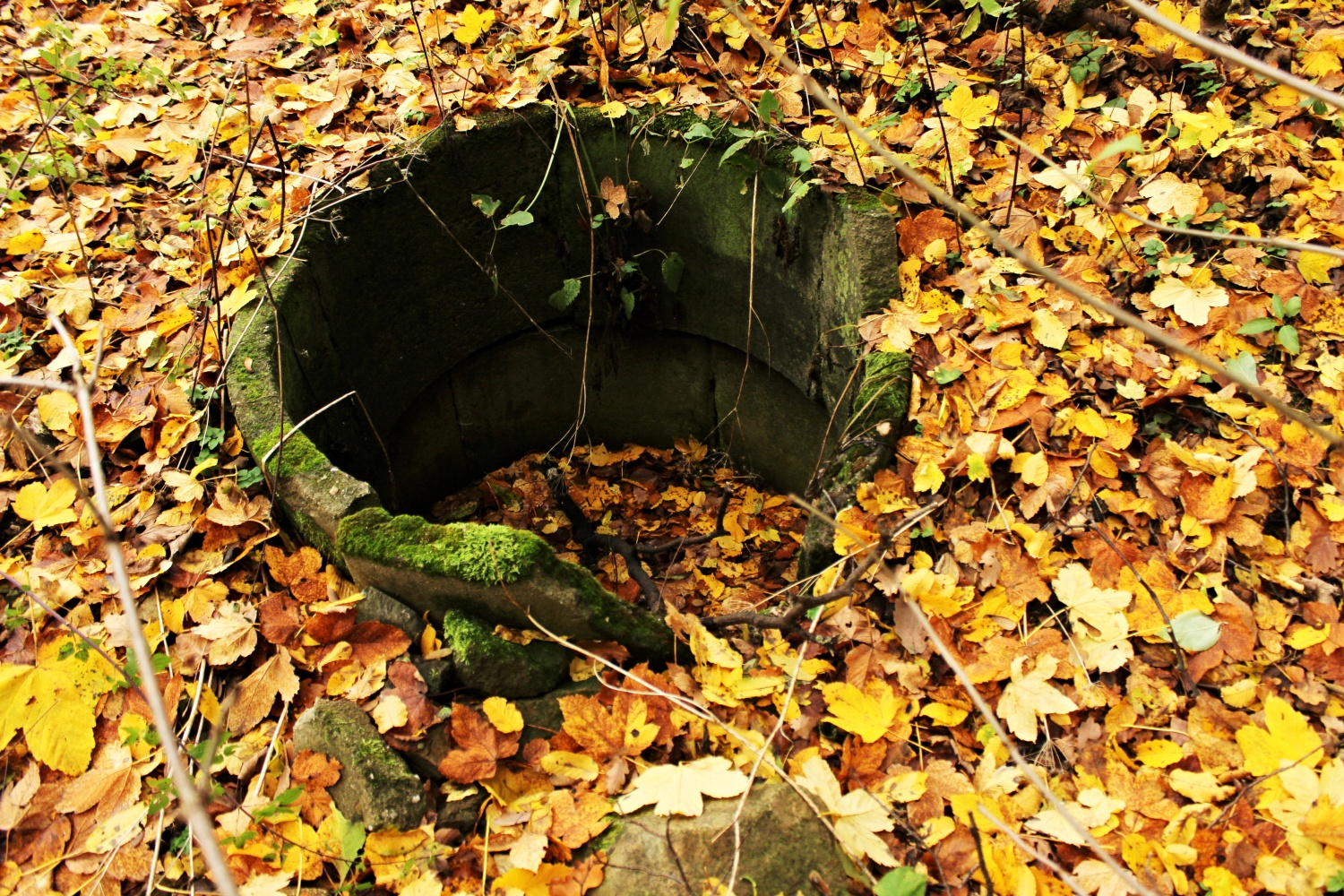
Bývalá studánka U Vrby

Přírodní rezervace Slavičí údolí zaujímá rozlohu 38,30 ha a navazuje na východní část CHKO Český kras. Začíná v blízkosti radotínské zástavby a pokračuje podél Skalního potoka kolem luk a lesů na svazích a končí obdělávanými poli, nad nimiž je Lochkovský tunel, který tu po jeho dostavbě změnil hydrologické poměry, čímž bylo poškozeno podzemní zásobování potoka. Nachází se tu i jeho pramen "Slavičák". Skalní potok, podobně jako některé jiné krasové potoky, byl známý tím, že se dostával nad povrch pouze sezonně, od stavby obchvatu je však vyschlý celoročně a jeho tok se obnovuje jen při vysokých dešťových srážkách a často se neobnoví na celé délce toku. Nacházela se tu také studánka U vrby, která je nyní vyschlá a nepodařilo se jí obnovit ani kopáním na daném místě v roce 2017. 

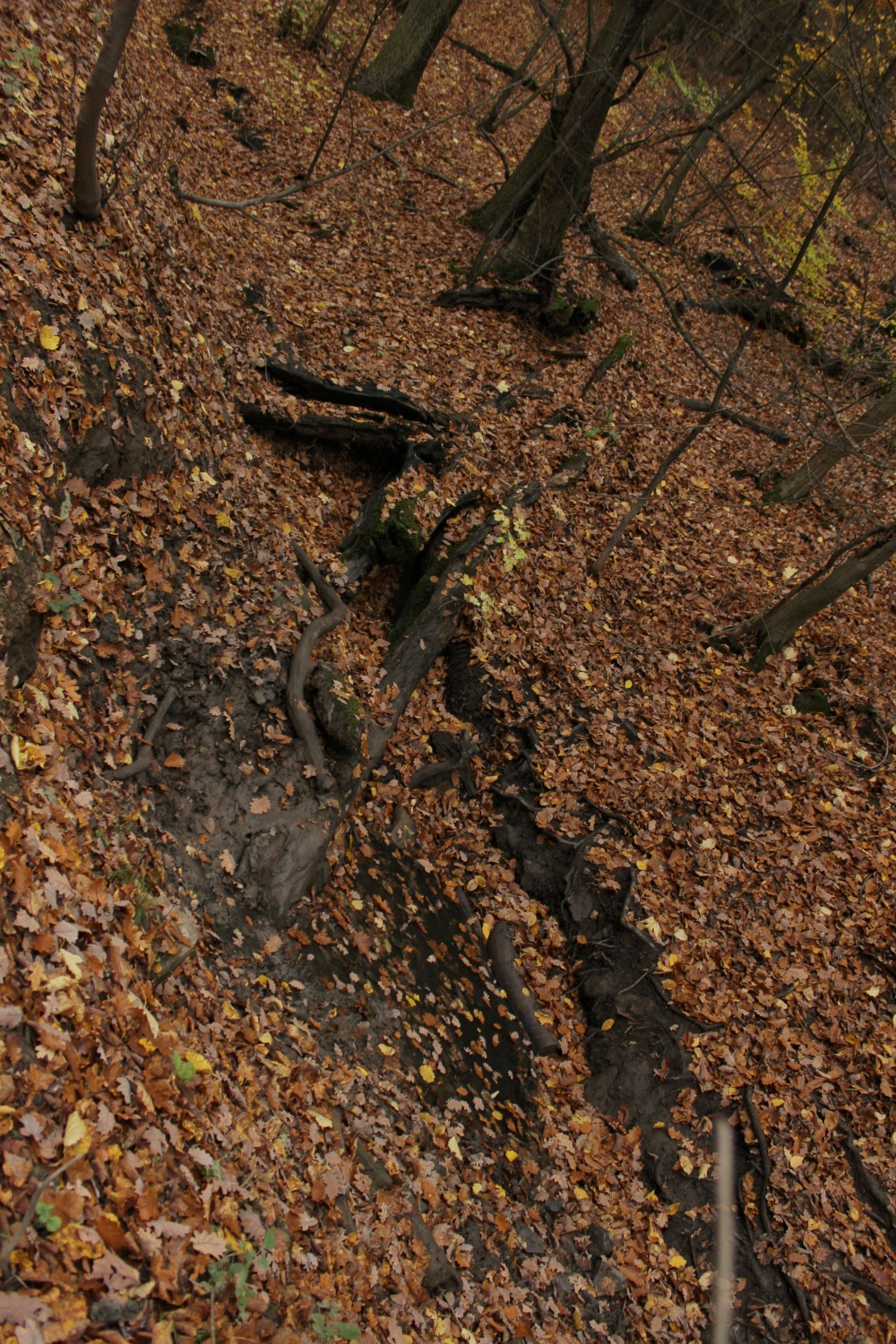
Koryto Skalního potoka s občasnými tůňkami

Přírodní rezervace se nachází v nadmořské výšce od 220–270 metrů v katastrálním území Lochkov. Skalní potok odtud tekl do Radotínského potoka, který následně ústí do řeky Berounky.
Přibližně v polovině údolí se také nachází bývalý památný dub, který je ale v současné době odumřelý, zřejmě v souvislosti s výstavbou nedaleké dálnice, jež měla za následek pokles spodní hladiny vody.

## Historie
Přírodní rezervace byla vyhlášena dne 31. srpna 1988. Již mnoho let předtím zde byl prováděn paleontologický výzkum např. J. Barrandem, Krejčím v letech 1885 a 1890 a Boučkem (1941, 1951). V říjnu roku 1993 tady prováděla Přírodovědecká fakulta UK v Praze výzkum, který měl za cíl zjistit pestrost drobných savců na lokalitě a porovnat jejich rozmanitost s lokalitami v okolí, jako je přírodní rezervace Staňkovka a PR Klapice. Zjistilo se, že lokality si jsou velmi rovnocenné ve své bohatosti. Ve stejném roce vyšla také zpráva o inventarizačním průzkumu hydrogeologických poměrů v rezervaci, která informovala o toku Skalního potoka. Již v tu dobu byl z větší části závislý na srážkách. Jeho průtok činil 1 m3/s a nacházely se v něm tůňky hluboké asi půl metru. Dále zde probíhal výzkum různých skupin brouků (1994), motýlů (1986–1987) a zdejší vegetace (1997). Vše mělo za cíl lokalitu dobře zmapovat a na základě toho zvolit vhodné managementy ochrany pro toto území. Následně od roku 2000 se v rezervaci začaly pást ovce a kozy pro udržení druhově bohatých bezlesých lokalit. Tím byl započat projekt na pastvu ovcí, koz a krav, jež je financován pražským magistrátem, a díky němuž se tímto způsobem obhospodařují různá místa po celé Praze. V roce 2018 se prováděl důkladný monitoring cévnatých rostlin. Zjistilo se, že je tu velmi bohatá flóra a má smysl v managementu pokračovat tak, jak byl sepsán v plánu péče na dobu 2010–2019. V novém plánu péče, který platí od roku 2020 do roku 2029, je doporučeno v pastvě pokračovat, případně jí pomoci sečí vysokých dominantních trav.

## Přírodní poměry

### Předmět ochrany
PR Slavičí údolí se řadí do kategorie IV. – území pro péči o stanoviště/druhy dle IUCN. Předmětem ochrany na tomto místě je údolí, v němž se nachází prameniště Skalního potoka s přilehlými loukami, na kterých roste mnoho druhů rostlin. Dle průzkumu jich je v rezervaci až kolem 50 druhů na 0,5 ha. Teplomilná společenstva jsou vázaná na zdejší doubravy a habrové doubravy. Na svazích se také chrání naleziště zkamenělin.

### Geologie
Skalní podloží této lokality tvoří horniny z období svrchního ordoviku až spodního devonu. Jako nejvíce geologicky zajímavá část se dá považovat výchoz “antipleurové vrstvy” na bázi devonu, jež tvoří nejsevernější výběžek přírodní rezervace. Vrstva se tak jmenuje podle mlže Antipleura bohemica, jehož fosílie v ní můžeme hojně najít. Antipleurovská vrstva je také odhalena v profilu nad silnicí z Lochkova do Radotína již mimo území rezervace. Dalšími významnými výchozy jsou výlevné bazalty v nejjižnější části Slavičího údolí a na jeho horní části levého svahu. Je dost možné, že z těchto míst pochází i některé paleontologické sběry Joachima Barranda. Největší výzkum zde prováděl F. Fiala v padesátých a šedesátých letech minulého století. Věnoval se převážně studiu polštářové bazaltové lávy, kterou popsal v roce 1970. Kromě různých typů bazaltů se zde nachází také vápnité břidlice obsahující černošedé vápence. Vápence mají malý obsah zkamenělin, mezi které patří hlavně úlomky hlavonožců. Ty tvoří především pravé úbočí Slavičího údolí.  Všechny zkameněliny, které se tu našly v bývalém nalezišti, pocházely z “antipleurové vrstvy” na bázi devonu, nyní jsou však naleziště již nevyužívaná. Dala se v nich najít celá řada zkamenělin jako již zmíněný Antipleura bohemica či Patrocardium evolvens gr., Patrocardium bohemicum gr. a další.

### Flóra
V roce 2018 se v rezervaci prováděl monitoring výskytu cévnatých rostlin pro zlepšení plánu péče do dalších let, při kterém se našlo 193 druhů rostlin. Lesní porost je převážně dubohabrový s příměsí borovice lesní (Pinus sylvestris), či vysazenou borovicí černou (Pinus nigra) a občas s invazivním trnovníkem akátem (Robinia pseudoacacia). V jeho podrostu najdeme řadu druhů rostlin jarního aspektu, jako je dymnivka dutá (Corydalis cava), jaterník podléška (Hepatica nobilis) a sasanka pryskyřníkovitá (Anemone ranunculoides). Na pravém břehu potoka se nachází porost šípákové doubravy s dřínem obecným (Cornus mas). Všechny lesní porosty v přírodní rezervaci jsou dobře zachovány a charakter je velice blízký přirozenému lesu. Mezi zvláště chráněné druhy na lokalitě patří kavyl Ivanův (Stipa pennata), dub pýřitý (Quercus pubescens), sasanka lesní (Anemonoides sylvestris) a další. Velmi cenným místem je malý mokřad obklopující pramen potoka “Slavičák”, na němž najdeme druhy jako je kosatec žlutý (Iris pseudacorus), máta vodní (Mentha aquatica) a ostřice štíhlá (Carex acuta). Dalším ceněným místem je skalnatý hřbet na jižním konci rezervace, kde se vyskytují skalní stepi a lesostepi, na něž je navázaná celá řada stepních druhů např. pěchava vápnomilná (Sesleria caerulea), tařinka horská (Alyssum montanum), devaterník šedý (Helianthemum canum) či vousatka prstnatá (Bothriochloa ischaemum).

### Fauna
Díky bohaté mozaice různorodých biotopů od zapojeného lesa, který na okrajích volně přechází ve stepi a louky, až po lužní nivu potoka, se zde nachází spousta druhů brouků, motýlů a jiného hmyzu. Důležitý je bohatý lesní podrost, který slouží jako úkryt mnoha živočichům. V rezervaci bylo například nalezeno 86 druhů fytofágních brouků a zaevidováno celkem 960 různých druhů motýlů. Mezi nejvíce chráněné patří pestrobarvec petrklíčový (Hamearis lucina) a z nočně žijících druhů Ectoedemia agrimoniae. Mezi běžnější v okolí Prahy, ale návštěvnicky zajímavé druhy patří otakárek ovocný (Iphiclides podalirius L.) a fenyklový (Papilio machaon).
Zajímavá je fauna brouků, které zde studoval nestor české entomologie Jaromír Strejček (†2019). Studoval drobné střevlíčky, kdy našel druhy specializované na les. Z údajů vyvodil, že se na lokalitě les vyskytuje již velmi dlouho a nikdy nebyl zcela eliminován. V červnu můžeme narazit na majestátního roháče obecného (Lucanus cervus), jehož larvy se vyvíjejí v mrtvém dřevě starých dubů, které jsou v lese ponechány.
Na lokalitě se už bohužel nesetkáme se slavíkem (Luscinia megarhynchos), podle něhož bylo údolí pojmenováno. Již tu nehnízdí, ale velmi zřídka ho přece jenom můžeme zahlédnout, když je na tahu. Stále se však na lokalitě nachází celá řada druhů ptáků, jako je například lejsek šedý (Muscicapa striata), pěnice černohlavá (Sylvia atricapilla), drozd brávník (Turdus viscivorus) a vzácně i krahujec obecný (Accipiter nisus).
Ze savců v přírodní rezervaci najdeme běžné druhy jako prase divoké (Sus scrofa), kuna lesní (Martes martes), zajíc polní (Lepus europaeus) či srnec obecný (Capreolus capreolus). Z drobných savců byly při výzkumu chyceny myšice lesní (Apodemus flavicollis) a křovinná (Apodemus sylvaticus), rejsek obecný (Sorex araneusa) a malý (Sorex minutus) nebo bělozubka šedá (Crocidura suaveolens).

## Ochrana přírody

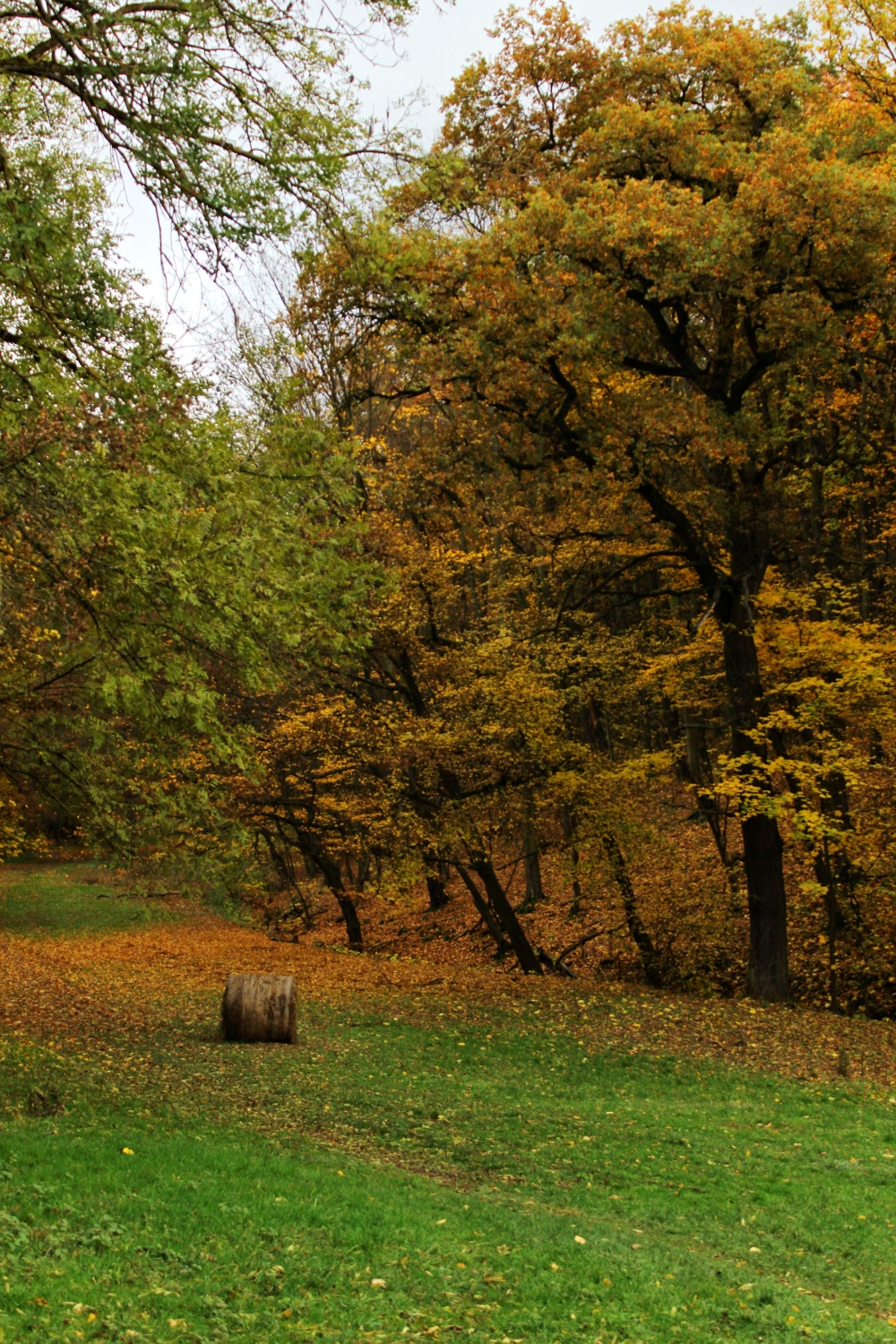
Mokřadní louka v údolí s balíkem sena

V PR Slavičí údolí se provádí již řadu let průzkumy, které sledují stav přírody. Dle nich se sestavují dlouhodobé cíle péče o území. Na jejich základě se na loukách od roku 2000 pasou ovce a kozy či probíhá mozaikovitá seč. V aktuálním plánu péče pro období 2020-2029 je doporučeno, provádět pastvu po několikatýdenních intervalech a pokaždé spásat jinou plochu. Důležité je také měnit dobu spásání dílčích území mezi jednotlivými roky, protože to jsou všechno aspekty, které tvoří mozaiku biotopů, kde každý je vhodný pro jiné druhy organismů. V minulých letech se ale často nahrazovala pasta sečí, která je ale pro některé druhy méně vhodná a páslo se jen v některých letech, i přesto se díky tomu na lokalitě daří udržovat bohatou biodiverzitu rostlin a živočichů. V lesích se kácí invazní druhy stromů jako je trnovník akát (Robinia pseudoacacia) či keř pámelník bílý (Symphoricarpos albus), a také se prořezávají i samotné dubohabřiny, aby zůstal les prosvětlen, což je příznivé pro další organismy, jako právě třeba pro již zmíněné fytofágní brouky či pro obnovu bylinného patra. Pro chráněné údolí byl sepsán již třetí plán péče. Každý z nich platil na deset let dopředu a poté byla vyhodnocena jeho úspěšnost a ustanoveno, jak dále pokračovat. Jednotlivé plány byly sestaveny pro období 1999–2008, 2010–2019, 2020–2029. Pro území byl sestaven také lesní hospodářský plán pro období 2009–2018. Dříve byla plocha lesa obhospodařována jako les hospodářský, později jako les účelový, a proto zde někdy byly nevhodně vysazeny dřeviny jako je smrk, modřín či borovice. Naštěstí jsou ale zmíněné druhy v současné době na ústupu a silně oslabeny v důsledku silné převahy listnatých stromů umocněné ještě jejich občasným výřezem při provádění managementů.

## Turismus
Do Radotína se dá snadno dostat vlakem či autobusem ze Smíchova a následně se dá popojet několik stanic autobusem 246 k radotínské zástavbě, od které vedou pěšinky do údolí. Proto je PR Slavičí údolí vcelku dobře přístupné. Vzhledem k tomu, že na místo ale nevede žádná turistická značka, s mnoha turisty se nesetkáme. Chodí sem hlavně místí z Radotína venčit psy či se do údolí chodí projít rodiny s dětmi, případně jednotlivci si zde zacvičí jógu uprostřed ticha. Když je sníh, chodí děti do rezervace bobovat.

## Obrázky

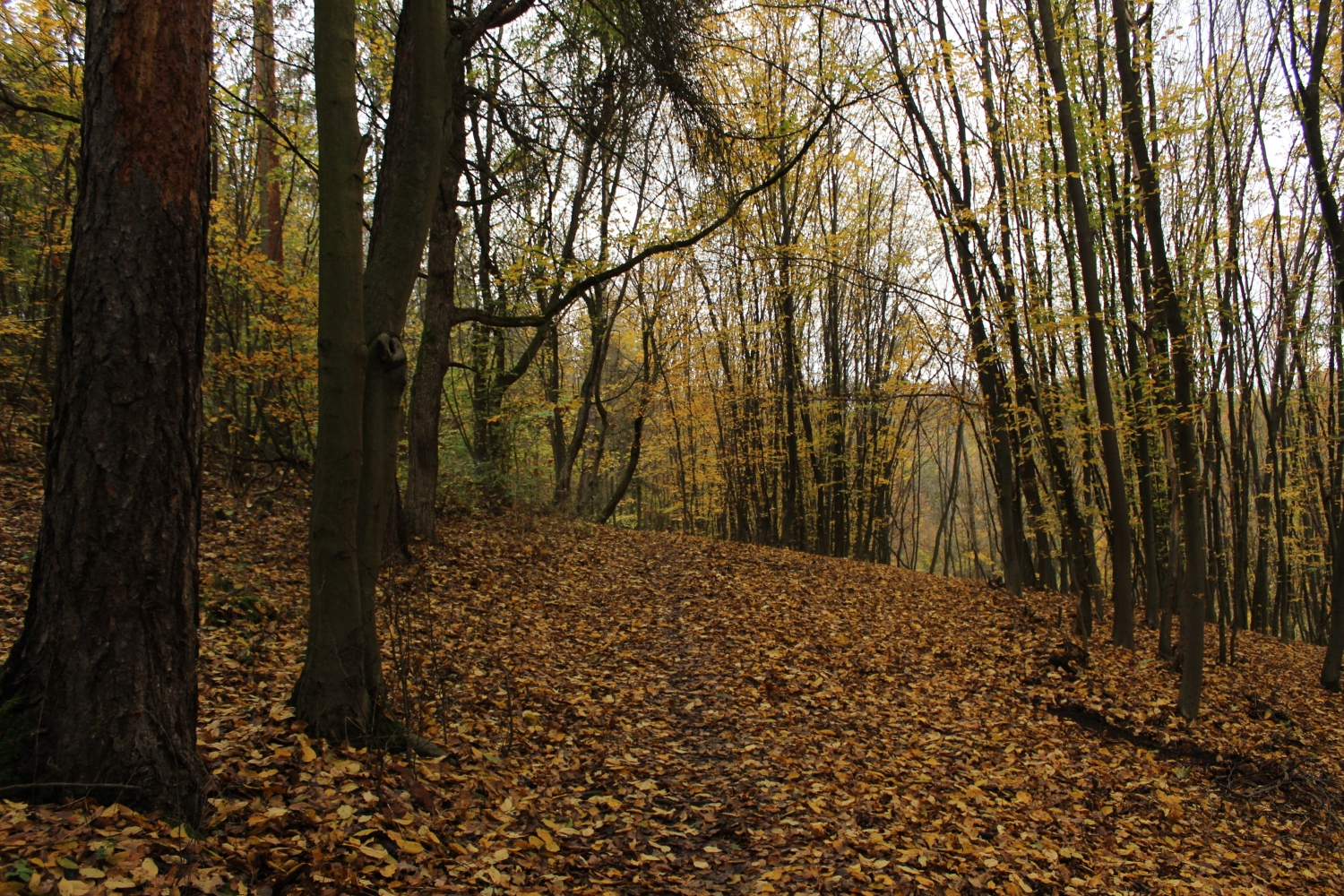
Dubohabřiny na svazích Slavičího údolí s občasnou příměsí jehličnatých lesů.
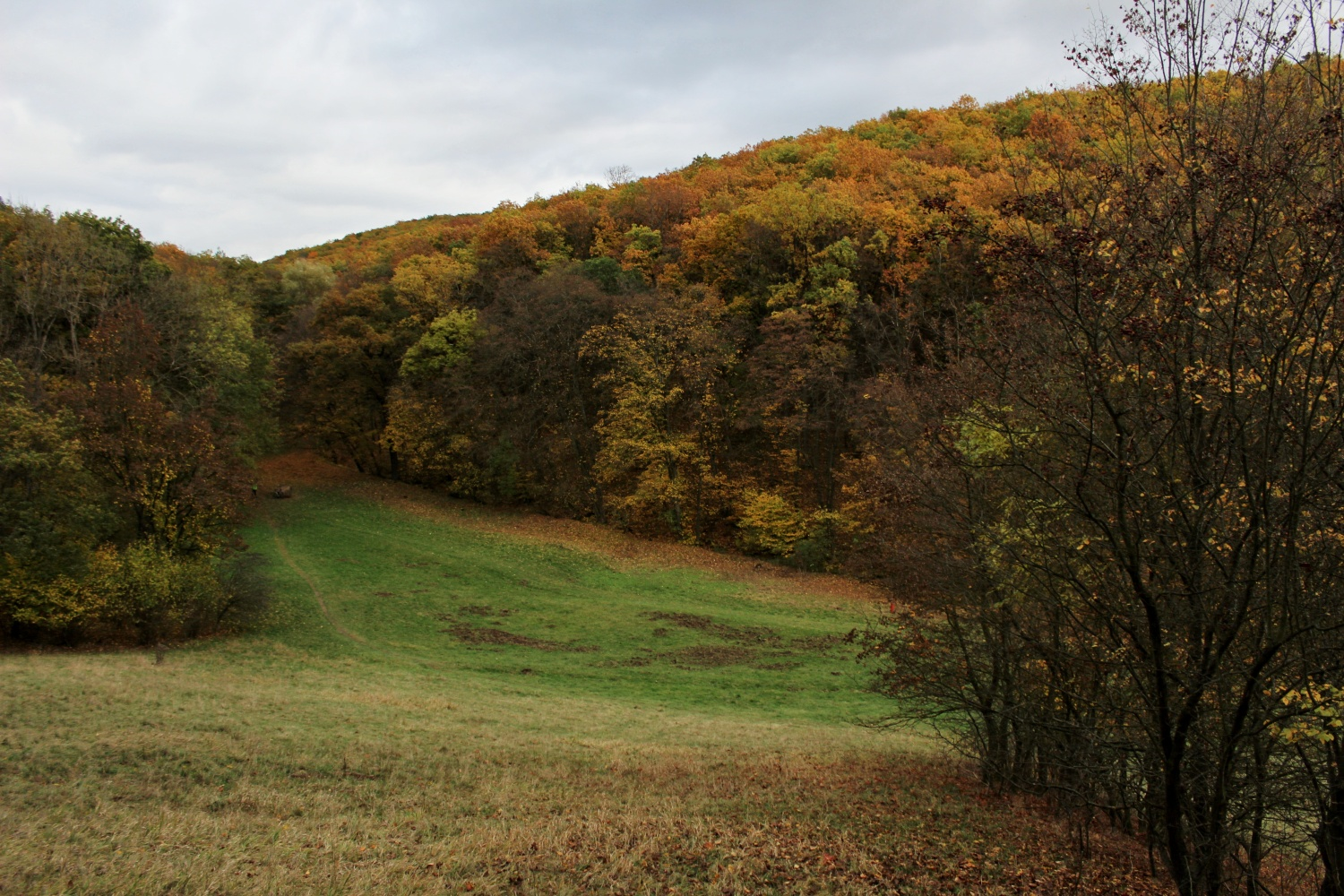
Pohled na louky ve Slavičím údolí od lesa. Je vidět volný přechod lesa v otevřenou krajinu.
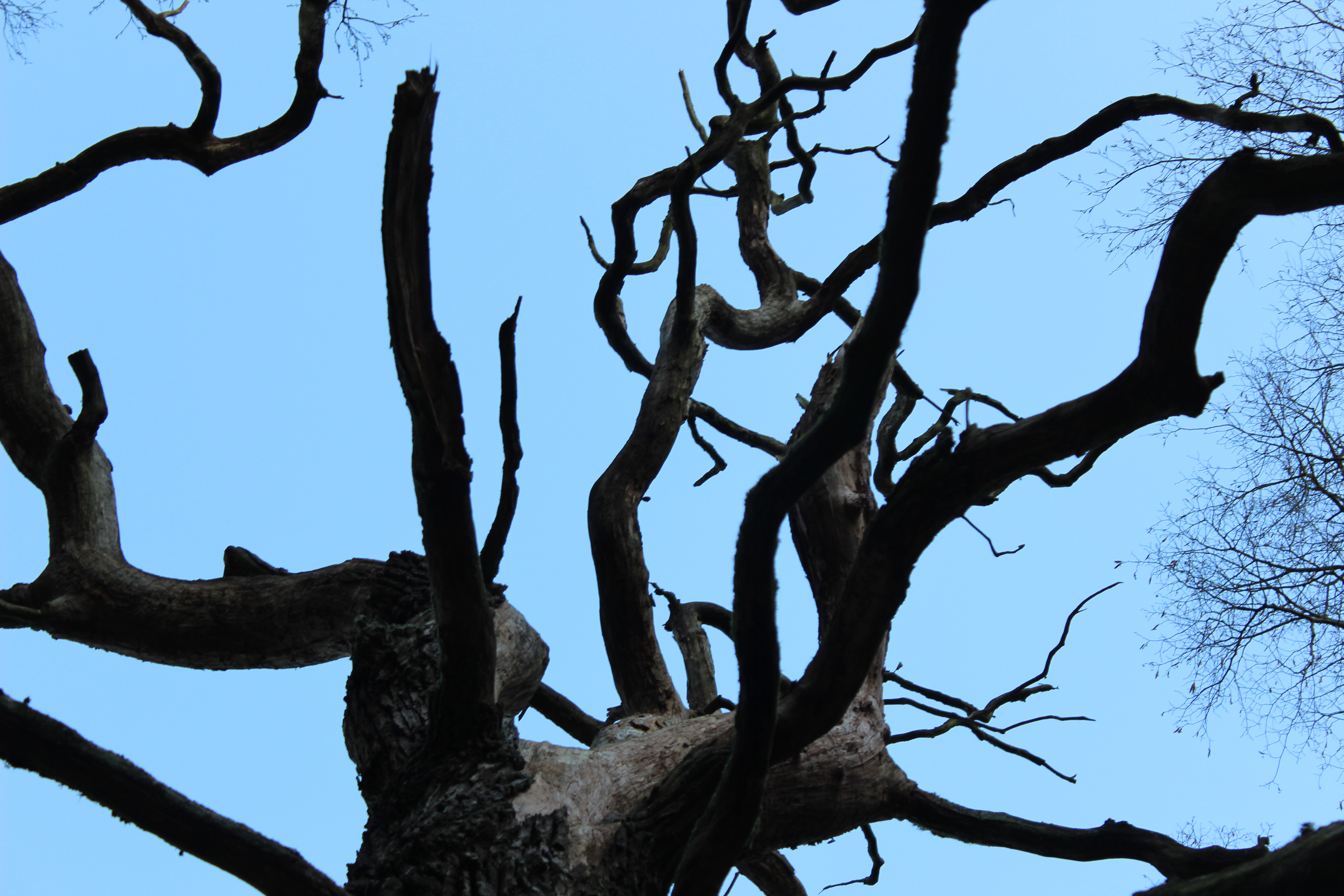
Bývalý památný strom ve Slavičím údolí, který již uschnul, ale stále se tu tyčí uprostřed údolí.
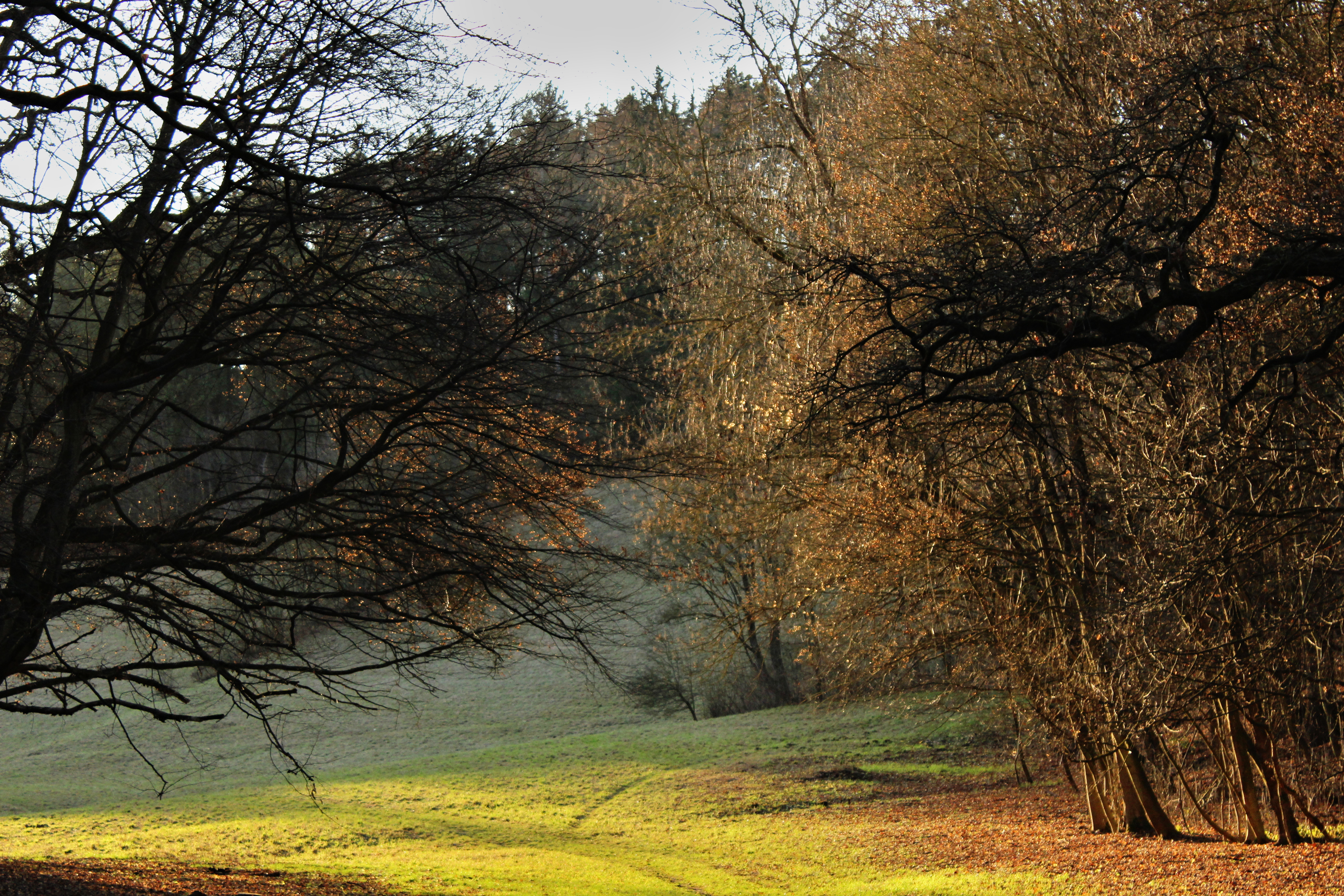
Louky s lesy na svazích. Pohled od bývalého památného stromu.